# Dipchasphecia consobrina
Dipchasphecia consobrina is een vlinder uit de familie wespvlinders (Sesiidae), onderfamilie Sesiinae.
Dipchasphecia consobrina is voor het eerst wetenschappelijk beschreven door Le Cerf in 1938. De soort komt voor in het Palearctisch gebied.